# KkStB A
Die Fahrzeuge der kkStB-Reihe A waren schmalspurige Tenderlokomotiven der k.k. österreichischen Staatsbahnen (kkStB), die ursprünglich als Baulokomotiven beschafft wurden.

## Geschichte
Die als A.001–010 bezeichneten Maschinen mit einer Spurweite von 760 mm wurden anlässlich des Baues des dritten Gleises der Bahnstrecke Prerau–Oderberg als Baulokomotiven beschafft. Sie wurden von Orenstein & Koppel 1917 mit den Fabriknummern 7579 bis 7588 geliefert. Wie bei den Schmalspurlokomotiven der kkStB üblich, erhielten sie einen Buchstaben als Reihenbezeichnung.
Nach dem Zerfall Österreich-Ungarns nach dem Ende des Ersten Weltkrieges verblieben die zehn Lokomotiven zur Gänze auf dem Staatsgebiet der Tschechoslowakei. Drei Stück reihten die Tschechoslowakischen Staatsbahnen (ČSD) als U 25.001, 005 und 010 in ihren Bestand ein, die anderen Lokomotiven wurden 1924 vor ihrer Umzeichnung an private Baufirmen abgegeben.
Die ČSD setzten die Lokomotiven auf der Strecken Bärn-Andersdorf–Hof (Beroun-Ondrášov–Dvorce), Röwersdorf–Hoteznplotz (Třemešná ve Slezsku–Osoblaha) und der Waldbahn Tereswatal ein. Bis 1937 wurden sie ausgemustert.